# Kustsalishtalen

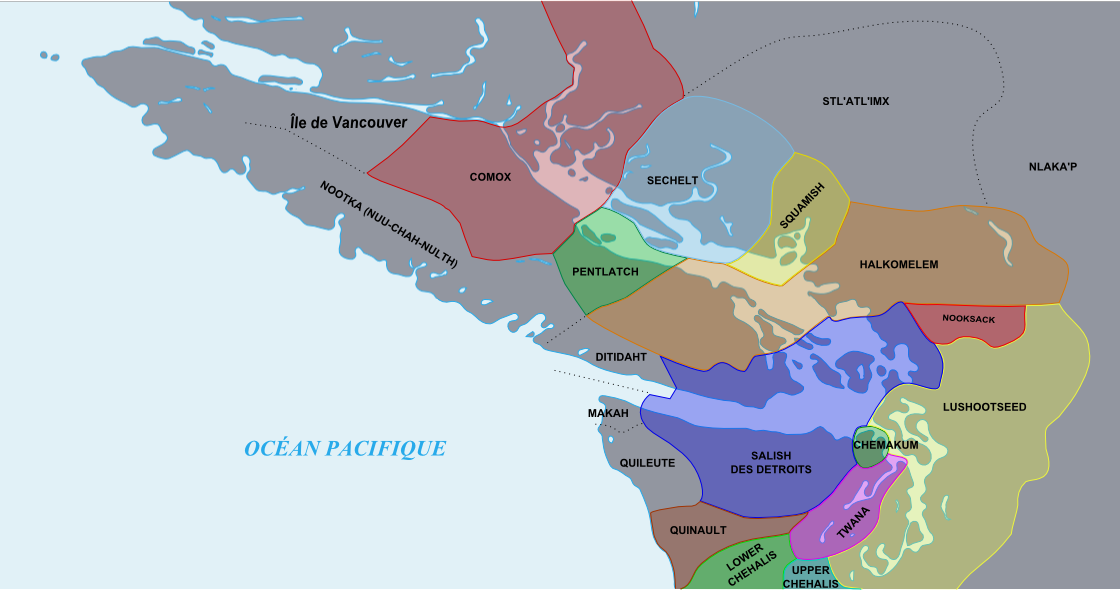
Verspreiding van de Kustsalishtalen

De Kustsalishtalen vormen een subgroep van de Salishtalen. Ze worden gesproken door de indiaanse volkeren aan de zuidwestkust van British Columbia rond de Straat van Georgia rond Puget Sound in de Amerikaanse staat Washington. De term "Kustsalish" kan zowel verwijzen naar de taalgroep als naar de volkeren die deze talen spreken.

## Geografie
De Kustsalishtalen werden gesproken rond het grootste deel van de Georgia en Puget Sound basins, een gebied dat onder meer de huidige steden Vancouver en Seattle omvat. Argeologische vondsten lijken erop te wijzen dat de Kustsalish het gebied al bewonen sinds 9000 voor Christus, tegen het einde van de laatste ijstijd. Soms wordt het Nuxálk, een Salishtaal aan de centrale kust van British Columbia, ook als een Kustsalishtaal beschouwd. Het deelt met de Kustsalishtalen de eigenschap dat de stemhebbende faryngale fricatief van het Proto-Salish is versmolten met de uvulaire fricatief. Nuxálk deelt echter ook bepaalde eigenschappen met Interior Salish. Als de taal tot de Kustsalishtalen behoort, is het de eerste die zich heeft afgesplitst van de overigen.

## Indeling
A. Central Coast Salish of Central Salish
1. Comox
- Island Comox (aka Qʼómox̣ʷs)
- Sliammon (Homalco-Klahoose-Sliammon) (aka ʔayʔaǰúθəm)

2. Halkomelem
Island of Hulʼq̱ʼumiʼnumʼ, həl̕q̓əmín̓əm̓)
- Cowich
- Snuneymuxw/Nanaimo

Downriver of Hunqʼumʔiʔnumʔ
- Musqueam
- Katzie

Upriver of Upper Sto:lo, Halqʼəméyləm)
- Kwantlen
- Chehalis (Canada)
- Chilliwack
- Tait
- Skway

3. Lushootseed (of Puget Salish, Skagit-Nisqually, Dxʷləšúcid)
Northern
- Skagit (of Skaǰət)
- Snohomish (of Sduhubš)

Southern
- Duwamish-Suquamish ( Dxʷduʔabš)
- Puyallup (of Spuyaləpubš)
- Nisqually (of Sqʷaliʔabš)

4. Nooksack (of Nooksack ɬə́čələsəm, ɬə́čælosəm) (†)
5. Pentlatch (of Pənƛ̕áč) (†)
6. Sháshíshálh (aka Sechelt, Seshelt, Shashishalhem, šášíšáɬəm)
7. Squamish (aka Sḵwx̱wú7mesh snichim, Sḵwx̱wú7mesh, Sqwxwu7mish, sqʷx̣ʷúʔməš)
i. Straits Salish group (aka Straits)
8. Klallam (aka Clallam, Nəxʷsƛ̕áy̓emúcən)
- Becher Bay
- Eastern
- Western

9. Northern Straits (aka Straits)
- Lummi (aka Xwlemiʼchosen, xʷləmiʔčósən) (†)
- Saanich (aka SENĆOŦEN, sənčáθən, sénəčqən)
- Samish (aka Siʔneməš)
- Semiahmoo (aka Tah-tu-lo) (†)
- Sooke (aka Tʼsou-ke, c̓awk) (†)
- Songhees (aka Lək̓ʷəŋín̓əŋ) (†)

10. Twana (aka Skokomish, Sqʷuqʷúʔbəšq, Tuwáduqutšad) (†)
- Quilcene
- Skokomish (aka Sqʷuqʷúʔbəšq)

B. Tsamosan of Olympic)
i. Inland
11. Cowlitz of Lower Cowlitz, Sƛ̕púlmš) (†)
12. Upper Chehalis of Q̉ʷay̓áyiɬq̉) (†)
- Oakville Chehalis
- Satsop
- Tenino Chehalis

ii. Maritime
13. Lower Chehalis of ɬəw̓ál̕məš) (†)
- Humptulips
- Westport-Shoalwater
- Wynoochee

14. Quinault fo Kʷínayɬ)
- Queets
- Quinault

C. Tillamook
15. Tillamook of Hutyéyu) (†)
Siletz
- Siletz

Tillamook
- Garibaldi-Nestucca
- Nehalem